# Zespół pałacowy Niavaran
Zespół pałacowy Niavaran (pers. مجموعه کاخ نیاوران) – zespół pałacowy położony w miejscowości Shemiran graniczącej od północy z Teheranem, stolicą Iranu. Kompleks złożony jest z kilku pałaców i monumentów na terenie parku o powierzchni około 110 000 m².
Najbardziej znaczące budynki to:
- Pałac Saheb Gharaniye z połowy XIX wieku[2];
- Pałac Niavaran zbudowany w latach 1958 do 1968;
- Pawilon Ahmada Szaha zbudowany na początku XX wieku[3].

## Historia
Początek zespołowi pałacowemu dał Fath Ali Szah z dynastii Kadżarów budując tu niewielką letnia rezydencje nazwaną Przynosząca sitowie (Neyavaran) ze względu na występujące tu sitowie. Kolejne pałace wybudowali tu kolejni władcy - Mohammad Szah i Naser ad-Din Szah. Aktualny kształt kompleks zawdzięcza rozbudowie po ślubie Mohammada Rezy, ostatniego szachinszacha Iranu z egipską księżniczką Fauzijją.